# Pold Gastello
Vicente Pold Gastello Sosa (Lima, 18 de mayo de 1968) es un actor de televisión, cine y teatro peruano.

## Carrera
Se inició con Hudson Valdivia y Germán Vegas Garay.  Participó como aficionado en varios grupos de teatro independiente, estudió luego en el Club de Teatro de Lima con Reynaldo D'Amore y Sergio Arrau, en donde luego fue docente. En Argentina participó en los talleres de impro de Oski Guzmán y Ricardo Behrens de la LPI (Liga Profesional de Improvisación). Fundó en 1991 el grupo Pandokheiom, con el que realizó varios montajes teatrales. Ha sido dirigido por Paco Caparó, Diego La Hoz, Jorge Villanueva, Aldo Miyashiro, entre otros.
Además de teatro, también empezó a laborar en cine y televisión. Participó en los filmes La Yunta Brava, Pantaleón y las visitadoras, Tinta roja, Django: la otra cara, Paloma de papel y Peloteros.  En televisión ha formado parte de las telenovelas Tribus de la calle, Todo se compra, todo se vende, La Rica Vicky, Qué buena raza, Demasiada belleza y Eva del Edén, la serie Los del Solar, así como de las miniseries Chacalón, el Ángel del Pueblo, Vírgenes de la cumbia 2, Yuru, princesa de la selva, Golpe a Golpe, Diablos Azules, La Pre, Graffiti (telenovela), entre otros.
En 2002 empezó a pertenecer a Ketó Impro, grupo de investigación sobre la improvisación en el teatro, con el que obtuvo el segundo lugar en el Mundial de Impro realizado en Buenos Aires en el año 2004. Comparte su labor de docente teatral con el de Diseño Gráfico, su otra profesión. En 2008 formó parte del elenco de las telenovelas La pre y Graffiti, a principios de año tuvo su primer rol protagónico en la miniserie El gran reto. El mismo año concursó en la segunda temporada de Bailando por un sueño.
En 2010 actuó en la miniserie Operación Rescate como Iván Torres, personaje inspirado en el terrorista peruano Néstor Cerpa Cartolini.
En 2011 participó en la telenovela La Perricholi como Gervasio, y en las miniseries Yo no me llamo Natacha 2 y Gamarra.
En 2012 apareció en el filme Cielo oscuro. 
En el verano del 2013 participó en la exitosa miniserie Vacaciones en Grecia y luego en Mi amor, el wachimán 2.
Fue villano en Amor de madre y participó en la película cómica El candidato compartiendo créditos con Hernán Vidaurre.
En 2017 participó en la telenovela Colorina y posteriormente en la teleserie De vuelta al barrio.
En 2019 participó en la exitosa telenovela Ojitos hechiceros y luego en Chapa tu combi.
En 2020 fue diagnosticado con COVID-19 a inicios del año, en junio logró recuperarse.

## Filmografía
Gastello ha participado en muchas serie y películas.
| Televisión | Televisión                    | Televisión                          | Televisión      |  |
| ---------- | ----------------------------- | ----------------------------------- | --------------- |  |
| Año        | Título                        | Rol                                 | Notas           |  |
| 1998       | La rica Vicky                 | Pedro Parodi                        |                 |  |
| 2002       | Qué buena raza                | Teófilo Huapaya                     |                 |  |
| 2003       | Demasiada belleza             | Elvito Pajuelo                      |                 |  |
| 2004       | Eva del Edén                  | Guamán Poma de Ayala                |                 |  |
| 2005       | Los del Solar                 | Carlos                              |                 |  |
| 2005       | Chacalón: El ángel del pueblo | Alonso / Chacal                     |                 |  |
| 2007       | Las vírgenes de la cumbia     | Meteoro                             |                 |  |
| 2007       | Yuru, la princesa amazónica   |                                     |                 |  |
| 2007       | Por la Sarita                 | Delincuente                         |                 |  |
| 2007       | Golpe a golpe                 |                                     |                 |  |
|            | Los diablos azules            |                                     |                 |  |
| 2008       | La Pre                        | Peter                               | Rol secundario  |  |
| 2008       | Graffiti                      |                                     |                 |  |
| 2008       | El gran reto                  | Rómulo Huamaní «Qori Sisicha»       | Coprotagonista  |  |
| 2010       | Operación Rescate             | Néstor Cerpa Cartolini              |                 |  |
| 2011       | La Perricholi                 | Gervasio                            | Rol secundario  |  |
| 2011-2012  | Yo no me llamo Natacha        |                                     | Rol secundario  |  |
| 2011       | Gamarra                       |                                     |                 |  |
| 2013       | Vacaciones en Grecia          |                                     | Rol protagónico |  |
| 2013-2014  | Mi amor, el wachimán          |                                     | Rol secundario  |  |
| 2015       | Amor de madre                 | Igor Trelles                        | Villano         |  |
| 2016       | Mis tres Marías               | El Caimán                           |                 |  |
| 2017       | Colorina                      |                                     |                 |  |
| 2018-2019  | De vuelta al barrio           | Plutonio Condori, papá de Felicitas | Rol secundario  |  |
| 2018-2019  | Ojitos hechiceros             | Manuel Contreras Soto               | Rol secundario  |  |
| 2019-2020  | Chapa tu combi                | Benito Becerra                      | Rol antagónico  |  |
| 2020       | La otra orilla                | Angobaldo Di Angelo                 | Rol secundario  |  |
| 2021       | Dos hermanas                  | Carlomagno La Rosa                  |                 |  |
| 2021-23    | Luz de luna                   | Pedro Santos, tío de Marvin         | Rol secundario  |  |
| 2024-25    | Tu nombre y el mío            | Felipe Atanacio                     | Rol secundario  |  |
|            | Conversación en la catedral   | Hilario Morales                     | Rol secundario  |  |